# Bottogui
Bottogui est une localité située dans le département de Kelbo de la province du Soum dans la région Sahel au Burkina Faso.

## Histoire
Le 20 mars 2019, Joël Yougbaré, curé de Djibo, est kidnappé après avoir célébré la messe à Bottogui,. Depuis cette date, aucune information sur cette disparition n'a pu être obtenue. 

## Démographie
| 2003  | 2006  | 2012 |
| ----- | ----- | ---- |
| 2 656 | 2 843 | -    |

## Santé et éducation
Le centre de soins le plus proche de Bottogui est le centre de santé et de promotion sociale (CSPS) de Kelbo tandis que le centre médical avec antenne chirurgicale (CMA) se trouve à Djibo.
Le village possède une école primaire publique.